# Larumbe
Larumbe (Larunbe en euskera y oficialmente) es una localidad española y un concejo de la Comunidad Foral de Navarra perteneciente al municipio de  Iza. Está situado en la Merindad de Pamplona, en la Cuenca de Pamplona. Su población en 2014 fue de 69 habitantes (INE).

## Geografía
Situado en el Valle de Gulina, limita por el norte con Cía, por el sur lo hace con Erice de Iza y Sarasate, por el este con Alaiz y Osinaga y por el oeste con Aguinaga y Gulina. Se encuentra a una distancia de Pamplona, por la carretera N-240-A, de unos 22 km. 
Actualmente desolados y absorbidos por este concejo había dos barrios:
El antiguo barrio de Orayen contaba en 1887 con 23 habitantes, en 1920 con 17 y aun en 1930 con 16. Posteriormente desaparece de los censos.
El barrio de Larráinziz, a unos 3 km de Larumbe, «aparece mencionado en el Nomenclátor de Población de 1860, Constaba entonces de 14 casas habitadas, 8 de dos pisos y 6 de tres».

## Historia
Fue una villa de señorío realengo cuyos vecinos en 1269 fueron eximidos por el rey Teobaldo II de Navarra de las labores de castillos y fortalezas a cambio de 2 sueldos anuales por casa. En 1280 habían contraido con la corona la deuda de una pecha anual de 75 sueldos más 17 cahíces y 1 robo de cebada y avena.
Desde 1943 forma parte del ayuntamiento de Iza. Históricamente, dada su céntrica situación geográfica, daba nombre al valle de Gulina constituido por los pueblos de Aguinaga, Cía, Larumbe (incluidos los barrios de Larráinziz y Orayen), Sarasate y además del propio Gulina (incluyendo Ijurieta).

## Arte y arquitectura
- Iglesia de San Vicente, iglesia del siglo XIII que mantiene una tipología claramente románica (de nave única y ábside semicircular junto con una torre en el extremo occidental de la nave), aunque está considerada ya gótica.